# ヘラクレス (レーダー)
ヘラクレス（英語: Héraklès radar）は、タレス社が開発した多機能3次元レーダー。
本機は、非常に特徴的なアンテナを採用している。アンテナ本体はメガフォンのようなかたちをしており、上端を削られた底辺4メートルの四角錐型構造物の中に収容されて、毎分60回転という高速で回転して全周を走査する。このメガフォン型アンテナは4×4個のマイクロ波ホーンによって構成されており、それぞれのホーンには4個ずつの送受信機が配されている。またビームの指向は電波レンズによって行なわれており、アンテナ全体で1761個のフェーズ・シフターが配されている。これにより、電波ビームは70度の仰角まで指向できる。タレス社は、この方式を、純粋なアクティブ・フェイズド・アレイ（AESA）式より単純で信頼性に優れ（平均故障間隔（MTBF）は900時間と見積もられている）、パッシブ・フェイズド・アレイ（PESA）式よりもビーム形成能力に優れるものとしている。なおピーク出力は50キロワットとされている。
本機は、最大で400個の目標を処理可能である。探知距離は、戦闘機に対して200 km (110 nmi)、ステルス性を考慮したミサイルに対して60 km (32 nmi)、シースキマーに対して20 km (11 nmi)とされている。アスター艦対空ミサイルの運用に完全に適合化されており、指令誘導アップリンクを行うことができる。

## 採用国と搭載艦
フランス海軍
- アキテーヌ級駆逐艦

 シンガポール海軍
- フォーミダブル級フリゲート

 モロッコ海軍
- フリゲート「モハマド6世」